# Зоровавель
Зорова́вель (ивр. זְרֻבָּבֶל‎ Зэрубавэль — «семя Вавилона», ассирийско-вавилонское имя, также Зэрубавель бен Шалтиэль) — упоминается в Библии как персидский наместник Иудеи (Агг. 1:1), известный вождь иудеев, под предводительством которого первая партия иудейских пленников (42 360 человек — Ездр. 2:64) вернулась из вавилонского плена в Иудею. Возвращение обычно датируется периодом между 538 и 520 годами до н. э.

## Биография
Зоровавель происходил из рода царей Давида и Соломона (Мф. 1:12), вследствие чего народ смотрел на него как на князя. Кир II Великий назначил его ответственным правителем народа и поручил ему устроить судьбу переселенцев. Через 2 года по прибытии в Иерусалим Зоровавель заложил основы Второго Иерусалимского храма (Ездр. 3:8) (первый Храм был разрушен в 586 году до н. э. вавилонским царём Навуходоносором после очередного восстания в Иудее). Иосиф Флавий сообщает, что Зоровавель удостоился чести быть телохранителем персидского царя Дария.
Зоровавель особое внимание уделял гражданской и религиозной жизни в Иудее, а также ожесточённо вёл войну против самаритян. Имя его значится в евангельской «Книге родства», как имя одного из родоначальников Мессии (Иисуса Христа), сына Давидова.
О нём упоминается в книгах Ездры и Неемии, а также в 1 Паралипоменон (только родословная), Аггея, Захарии и Евангелиях от Матфея и от Луки (родословие Иисуса).

## Шешбацар
В Ездр. 3:8 и Ездр. 5:14 упоминается правитель Шешбацар, который неожиданно и без каких-либо объяснений далее по тексту не упоминается, а вместо него в этой должности далее упоминается Зоровавель. В связи с этим среди историков-библеистов существует дискуссия, был ли он идентичен Зоровавелю, или был его предшественником (возможно, идентичным Шенацару, дяде Зоровавеля, упоминаемому в книге 1Пар. 3:18).